# Antracite (colore)
L'antracite è un colore che deve il proprio nome all'omonimo carbone fossile.. Ha una tonalità grigio scuro tendente al nero.